# Berchtoldův palác
Berchtoldův palác byl zahradní palác s parkem v Bratislavě, který stál od roku 1832 do roku 1981 na Trnavském mýtě na místě, kde dnes stojí odborový dům Istropolis. Ve své době se nacházel za celní hranicí města mezi cestou do Svätého Jury a do Trnavy.
Od konce 19. století sloužil jako nájemní dům, později jako klášter Těšitelů a později jako hudební škola. Park byl později zrušen a na jeho místě byla postavena centrální tržnice.